# Eurowings
Eurowings GmbH — немецкая бюджетная авиакомпания, базирующаяся в Дюссельдорфе. Является одним из дочерних подразделений авиационного холдинга Lufthansa Group. До октября 2014 года выполняла внутренние региональные и некоторые европейские рейсы под брендом Lufthansa Regional, после чего начала работать от имени Germanwings.
Узловыми для авиакомпании являются аэропорты Дюссельдорф и Гамбург.
В октябре 2015 года Lufthansa запустила нового низкотарифного перевозчика, созданного на базе Eurowings путём слияния с Germanwings, под брендом Eurowings и использует флот и маршрутную сеть Germanwings. Сеть нового лоу-костера будет расширяться и дальше путём открытия дальнемагистральных рейсов с использованием широкофюзеляжных самолётов. Первой зарубежной базой аэропорта стал аэропорт Вены.

## История

### Ранние годы
Компания была основана в 1993 году путём объединением двух авиакомпаний, базирующихся в Нюрнберге и Дортмунде. 1 января 1994 года начала летать. 1 января 2001 года Deutsche Lufthansa AG купила 24,9% акций Eurowings. Начиная с марта 2001 года Eurowings стала партнером Lufthansa.

## Маршрутная сеть
Eurowings выполняет внутренние и международные рейсы в Европе, северной Африкe, на Кавказе, а также летает на Ближний Восток.

## Флот

### Текущий флот
По состоянию на март 2025 года средний возраст воздушных судов авиакомпании составлял 12,2 года. Флот состоит из следующих типов самолётов:

### Выведены из эксплуатации
В прошлом авиакомпания эксплуатировала, в частности, следующие типы самолётов:
• Airbus A330-200
• Airbus A340-300
• ATR 42-300/500
• ATR 72-200/500
• BAe 146-200/300
• Boeing 737-800 (7 самолётов взяты в лизинг у авиакомпании Smartwings)
• Bombardier CRJ200
• Bombardier CRJ700
• Bombardier CRJ900
• De Havilland DHC-8-400
• Dornier 328-110
• Fairchild Swearingen Metro